# Tomasz Makowski
Tomasz Artur Makowski (IPA [ˈtɔmaʃ maˈkɔfsci], 1970–) lengyel könyvtáros és történész, a lengyel Nemzeti Könyvtár főigazgatója, a Lengyel Köztársaság kulturális és nemzeti örökségi minisztere mellett működő Országos Könyvtári Tanács és a Nemzeti Könyvtári Állományi Tanács, valamint a lengyel Kulturális és Nemzeti Örökségi Minisztérium Digitalizálási Bizottságának az elnöke.

## Életrajz
1994 óta dolgozik a varsói Nemzeti Könyvtárban. 2007 óta tölti be a főigazgatói posztot. Korábban a főigazgató tudományos helyettese és a különgyűjteményi osztályvezető volt.
2001-ben szerzett bölcsészdoktori címet történelemből a varsói Stefan Wyszyński Bíboros Egyetemen (UKSW). Szakterülete Lengyelország kora újkori története. A Jan Zamoyski kancellár (1542-1605) könyvtáráról szóló disszertációjának témavezetője Janusz Zbudniewek volt.
Számos lengyelországi és külföldi intézmény  és szervezet bizottságainak tagja, többek között az Európai Könyvtár igazgatóságának, a Könyvtári Egyesületek és Szervezetek Nemzetközi Szövetsége (IFLA) Állandó Bizottságának, a UNESCO A Világ Emlékezete Program Nemzeti Bizottságának, a lengyel Nemzeti Levéltárak főigazgatója mellett működő Levéltári Tanácsnak, a Nemzeti Frédéric Chopin Intézet Programadó Tanácsának, a lengyel Könyv Intézet Programadó Tanácsának, a „Polish Libraries” szerkesztőségi bizottságának, a krakkói Nemzeti Múzeum, valamint a varsói Irodalmi Múzeum és a Királyi Łazienki park és múzeum bizottságának is.
2005-ben a Zamoyski-könyvtárról szóló első monografikus kiállítás kurátora volt. A varsói Stefan Wyszyński Bíboros Egyetem (UKSW) adjunktusa.
Három könyv (1996, 1998, 2005), valamint számos tudományos cikk szerzője. Szakterülete a könyvtártörténet és a kéziratkutatás.